# Ємнісний рівнемір

У основі роботи рівнеміра лежить вимірювання ємності конденсатора, утвореного зануреним у середовище електродом і середовищем, що безпосередньо контролюється.
- Для рідких електропровідних середовищ застосовуються первинні перетворювачі з одним електродом (рис. б), покритим ізоляційним шаром. Роль другого електрода відіграє контрольоване середовище.
- Для вимірювання рівня неелектропровідних середовищ використовується первинний перетворювач з двома неізольованими електродами (рис. в).

Вимірювання ємності і перетворення її в пропорційний зміні рівня вихідний сигнал здійснюється проміжним перетворювачем (Пр), що містить індуктивно-ємнісний міст.